# کمباربالا
کمباربالا (به اسپانیایی: Combarbalá) یک شهرستان‌ در شیلی است که در استان لیماری واقع شده‌است. کمباربالا ۱٬۸۹۵٫۹ کیلومتر مربع مساحت و ۱۳٬۶۰۵ نفر جمعیت دارد و ۹۰۴ متر بالاتر از سطح دریا واقع شده‌است.